# Poczet papieży

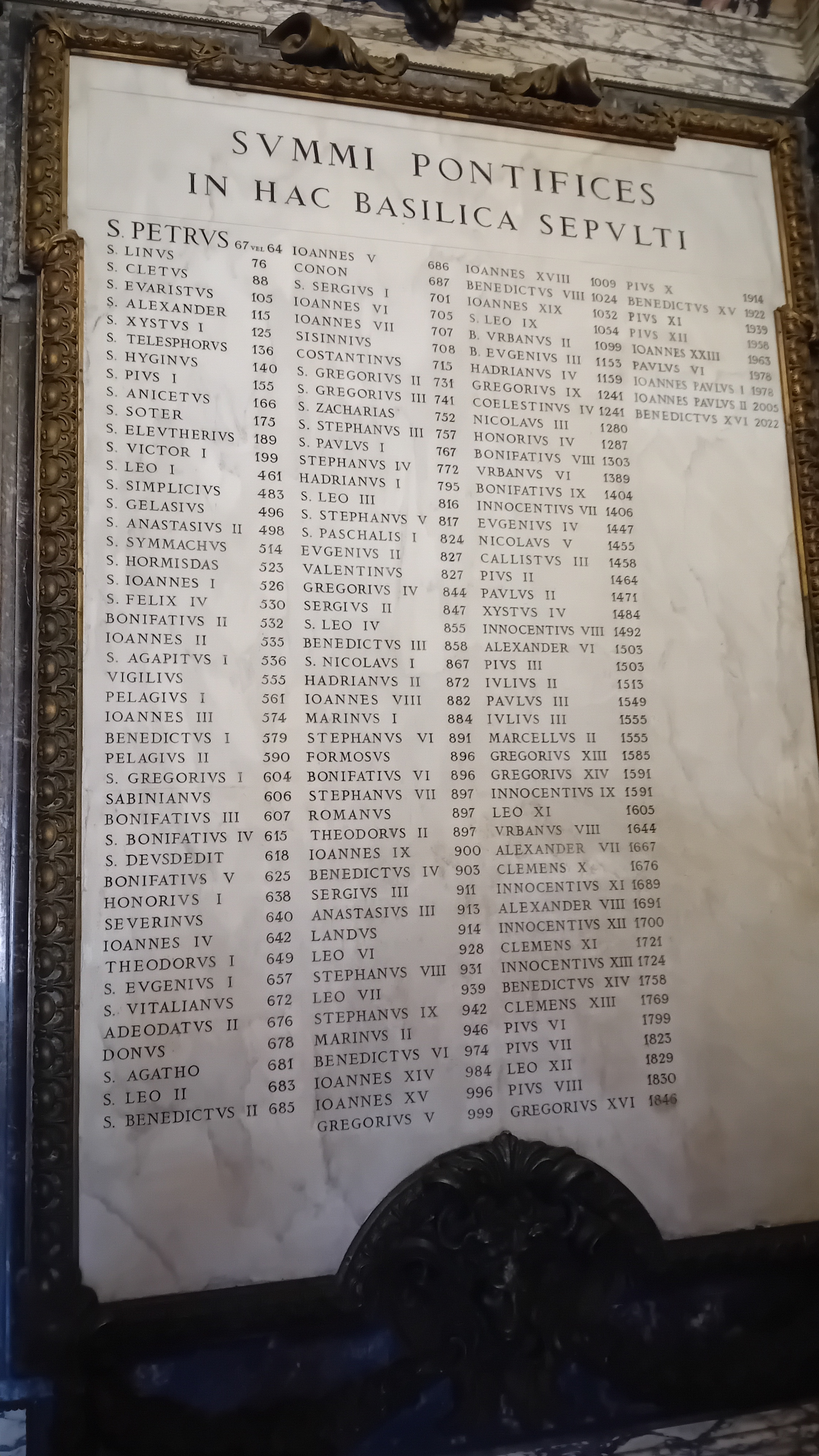
Papieże pochowani w bazylice św. Piotra

Poczet papieży – lista papieży i antypapieży Kościoła katolickiego.
Istnieją spory co do ich liczby w historii. Wymienia się od 36 do 43 antypapieży. W roku 1942 kardynał Giovanni Mercati, archiwista Świętego Kościoła Rzymskiego, stworzył spis papieży, który od tamtej pory jest oficjalnie uznawany przez Kościół katolicki. Zamieszczona poniżej lista jest zgodna z tym wykazem.

## Lista papieży

### I tysiąclecie

#### I wiek
| Lp. | Papież            | Wizerunek | Imię łacińskie  | Herb | Miejsce urodzenia                   | Pontyfikat |
| --- | ----------------- | --------- | --------------- | ---- | ----------------------------------- | ---------- |
| 1.  | Piotr             |           | Petrus          | brak | Betsaida, Syria, Cesarstwo Rzymskie | 33–64      |
| 2.  | Linus             |           | Linus           | brak | Volterra, Cesarstwo Rzymskie        | 64–76      |
| 3.  | Anaklet           |           | Anacletus       | brak | Ateny, Achaja, Cesarstwo Rzymskie   | 76–88      |
| 4.  | Klemens I Rzymski |           | Clemens Romanus | brak | Rzym, Cesarstwo Rzymskie            | 88–97      |
| 5.  | Ewaryst           |           | Evaristus       | brak | Betlejem, Judea, Cesarstwo Rzymskie | 97–105     |

#### II wiek
| Lp. | Papież       | Wizerunek | Imię łacińskie | Herb | Miejsce urodzenia                        | Pontyfikat |
| --- | ------------ | --------- | -------------- | ---- | ---------------------------------------- | ---------- |
| 6.  | Aleksander I |           | Alexander      | brak | Rzym, Cesarstwo Rzymskie                 | 105–115    |
| 7.  | Sykstus I    |           | Xystus         | brak | Rzym, Cesarstwo Rzymskie                 | 115–125    |
| 8.  | Telesfor     |           | Telesphorus    | brak | Terranova da Sibari, Cesarstwo Rzymskie  | 125–136    |
| 9.  | Hygin        |           | Hyginus        | brak | Ateny, Achaja, Cesarstwo Rzymskie        | 136–140    |
| 10. | Pius I       |           | Pius           | brak | Akwileja, Cesarstwo Rzymskie             | 140–155    |
| 11. | Anicet       |           | Anicetus       | brak | Emesa, Syria, Cesarstwo Rzymskie         | 155–166    |
| 12. | Soter        |           | Soterius       | brak | Fondi, Cesarstwo Rzymskie                | 166–175    |
| 13. | Eleuteriusz  |           | Eleutherius    | brak | Nikopolis, Epir, Cesarstwo Rzymskie      | 175–189    |
| 14. | Wiktor I     |           | Victor         | brak | Afryka Prokonsularna, Cesarstwo Rzymskie | 189–199    |
| 15. | Zefiryn      |           | Zephyrinus     | brak | Rzym, Cesarstwo Rzymskie                 | 199–217    |

#### III wiek
| Lp. | Papież              | Wizerunek | Imię łacińskie  | Herb | Miejsce urodzenia                      | Pontyfikat                           |
| --- | ------------------- | --------- | --------------- | ---- | -------------------------------------- | ------------------------------------ |
| 16. | Kalikst I           |           | Callistus       | brak | Rzym, Cesarstwo Rzymskie               | 217–222                              |
| –   | Antypapież Hipolit  |           | Hippolytus      | brak | Cesarstwo Rzymskie                     | 217–235                              |
| 17. | Urban I             |           | Urbanus         | brak | Rzym, Cesarstwo Rzymskie               | 222 – 23 maja 230                    |
| 18. | Poncjan             |           | Pontianus       | brak | Rzym, Cesarstwo Rzymskie               | 21 lipca 230 – 28 września 235       |
| 19. | Anteros             |           | Anterus         | brak | Petilia Policastro, Cesarstwo Rzymskie | 21 listopada 235 – 3 stycznia 236    |
| 20. | Fabian              |           | Fabianus        | brak | Rzym, Cesarstwo Rzymskie               | 10 stycznia 236 – 20 stycznia 250    |
| 21. | Korneliusz          |           | Cornelius       | brak | Rzym, Cesarstwo Rzymskie               | marzec 251 – czerwiec 253            |
| –   | Antypapież Nowacjan |           | Novatianus      | brak | Rzym, Cesarstwo Rzymskie               | 251 – 258                            |
| 22. | Lucjusz I           |           | Lucius          | brak | Rzym, Cesarstwo Rzymskie               | 25 czerwca 253 – 5 marca 254         |
| 23. | Stefan I            |           | Stephanus       | brak | Rzym, Cesarstwo Rzymskie               | 12 maja 254 – 2 sierpnia 257         |
| 24. | Sykstus II          |           | Xystus Secundus | brak | Ateny, Achaja, Cesarstwo Rzymskie      | 30 sierpnia 257 – 6 sierpnia 258     |
| 25. | Dionizy             |           | Dionysius       | brak | Cesarstwo Rzymskie                     | 22 lipca 259 – 26 grudnia 268        |
| 26. | Feliks I            |           | Felix           | brak | Rzym, Cesarstwo Rzymskie               | 5 stycznia 269 – 30 grudnia 274      |
| 27. | Eutychian           |           | Eutychianus     | brak | Luna, Cesarstwo Rzymskie               | 4 stycznia 275 – 7 grudnia 283       |
| 28. | Kajus               |           | Caius           | brak | Dalmacja, Cesarstwo Rzymskie           | 17 grudnia 283 – 22 kwietnia 296     |
| 29. | Marcelin            |           | Marcellinus     | brak | Rzym, Cesarstwo Rzymskie               | 30 czerwca 296 – 25 października 304 |

#### IV wiek
| Lp. | Papież               | Wizerunek | Imię łacińskie | Herb | Miejsce urodzenia        | Pontyfikat                                   |
| --- | -------------------- | --------- | -------------- | ---- | ------------------------ | -------------------------------------------- |
| 30. | Marceli I            |           | Marcellus      | brak | Cesarstwo Rzymskie       | 27 maja 308 – 16 stycznia 309                |
| 31. | Euzebiusz            |           | Eusebius       | brak | Cesarstwo Rzymskie       | 18 kwietnia 309 – 17 sierpnia 310            |
| 32. | Milcjades            |           | Miltiades      | brak | Cesarstwo Rzymskie       | 2 lipca 311 – 11 stycznia 314                |
| 33. | Sylwester I          |           | Silvester      | brak | Rzym, Cesarstwo Rzymskie | 31 stycznia 314 – 31 grudnia 335             |
| 34. | Marek                |           | Marcus         | brak | Rzym, Cesarstwo Rzymskie | 18 stycznia 336 – 7 października 336         |
| 35. | Juliusz I            |           | Iulius         | brak | Rzym, Cesarstwo Rzymskie | 6 lutego 337 – 12 kwietnia 352               |
| 36. | Liberiusz            |           | Liberius       | brak | Rzym, Cesarstwo Rzymskie | 17 maja 352 – 24 września 366                |
| –   | Antypapież Feliks II |           | Felix Secundus | brak | Rzym, Cesarstwo Rzymskie | 355–22 listopada 365                         |
| 37. | Damazy I             |           | Damasus        | brak | Rzym, Cesarstwo Rzymskie | 1 października 366 – 11 grudnia 384          |
| –   | Antypapież Ursyn     |           | Ursinus        | brak | Rzym, Cesarstwo Rzymskie | 1 października 366 – 16 listopada 367        |
| 38. | Syrycjusz            |           | Siricius       | brak | Rzym, Cesarstwo Rzymskie | 15, 22 lub 29 grudnia 384 – 26 listopada 399 |
| 39. | Anastazy I           |           | Anastasius     | brak | Rzym, Cesarstwo Rzymskie | 27 listopada 399 – 19 grudnia 401            |

#### V wiek
| Lp. | Papież                | Wizerunek | Imię łacińskie      | Herb | Miejsce urodzenia            | Pontyfikat                             |
| --- | --------------------- | --------- | ------------------- | ---- | ---------------------------- | -------------------------------------- |
| 40. | Innocenty I           |           | Innocentius         | brak | Albano, Cesarstwo Rzymskie   | 22 grudnia 401 – 12 marca 417          |
| 41. | Zozym                 |           | Zosimus             | brak | Mesoraca, Cesarstwo Rzymskie | 18 marca 417 – 26 grudnia 418          |
| –   | Antypapież Eulaliusz  |           | Eulalius            | brak | Rzym, Cesarstwo Rzymskie     | 27 lub 28 grudnia 418 – 3 kwietnia 419 |
| 42. | Bonifacy I            |           | Bonifacius          | brak | Rzym, Cesarstwo Rzymskie     | 28 lub 29 grudnia 418 – 4 września 422 |
| 43. | Celestyn I            |           | Coelestinus         | brak | Rzym, Cesarstwo Rzymskie     | 10 września 422 – 27 lipca 432         |
| 44. | Sykstus III           |           | Xystus Tertius      | brak | Rzym, Cesarstwo Rzymskie     | 31 lipca 432 – 19 sierpnia 440         |
| 45. | Leon I Wielki         |           | Leo Magnus          | brak | Cesarstwo Rzymskie           | 29 września 440 – 10 listopada 461     |
| 46. | Hilary                |           | Hilarius            | brak | Sardynia, Cesarstwo Rzymskie | 19 listopada 461 – 29 lutego 468       |
| 47. | Symplicjusz           |           | Simplicius          | brak | Tivoli, Cesarstwo Rzymskie   | 3 marca 468 – 10 marca 483             |
| 48. | Feliks III (II)       |           | Felix Tertius       | brak | Rzym, Cesarstwo Rzymskie     | 13 marca 483 – 1 marca 492             |
| 49. | Gelazjusz I           |           | Gelasius            | brak | Cesarstwo Rzymskie           | 1 marca 492 – 21 listopada 496         |
| 50. | Anastazy II           |           | Anastasius Secundus | brak | Rzym, Cesarstwo Rzymskie     | 24 listopada 496 – 19 listopada 498    |
| 51. | Symmachus             |           | Symmachus           | brak | Sardynia, Królestwo Wandalów | 22 listopada 498 – 19 lipca 514        |
| –   | Antypapież Wawrzyniec |           | Laurentius          | brak | Rzym, Cesarstwo Rzymskie     | 22 listopada 498 – 506                 |

#### VI wiek
| Lp. | Papież                | Wizerunek | Imię łacińskie      | Herb | Świeckie imię i nazwisko           | Miejsce urodzenia                     | Pontyfikat                    |
| --- | --------------------- | --------- | ------------------- | ---- | ---------------------------------- | ------------------------------------- | ----------------------------- |
| 52. | Hormizdas             |           | Hormisdus           | brak |                                    | Frosinone, Cesarstwo Rzymskie         | 20 lipca 514 – 6 sierpnia 523 |
| 53. | Jan I                 |           | Ioannes             | brak | Toskania, Cesarstwo Rzymskie       | 13 sierpnia 523 – 18 maja 526         |                               |
| 54. | Feliks IV (III)       |           | Felix Quartus       | brak | Samnium, Państwo Odoakra           | 12 lipca 526 – 22 września 530        |                               |
| 55. | Bonifacy II           |           | Bonifacius Secundus | brak | Rzym, Państwo Odoakra              | 22 września 530 – 17 października 532 |                               |
| –   | Antypapież Dioskur    |           | Dioscorus           | brak | Aleksandria,Cesarstwo Bizantyńskie | 22 września 530 – 14 października 530 |                               |
| 56. | Jan II                |           | Ioannes Secundus    | brak | Merkuriusz                         | Rzym, Cesarstwo Rzymskie              | 2 stycznia 533 – 8 maja 535   |
| 57. | Agapit I              |           | Agapetus            | brak |                                    | Rzym, Państwo Odoakra                 | 13 maja 535 – 22 kwietnia 536 |
| 58. | Sylweriusz            |           | Silverius           | brak | Frosinone, Państwo Odoakra         | 1 czerwca 536 – marzec 537            |                               |
| 59. | Wigiliusz             |           | Vigilius            | brak | Rzym, Królestwo Ostrogotów         | 29 marca 537 – 7 czerwca 555          |                               |
| 60. | Pelagiusz I           |           | Pelagius            | brak | Rzym, Królestwo Ostrogotów         | 16 kwietnia 556 – 4 marca 561         |                               |
| 61. | Jan III               |           | Ioannes Tertius     | brak | Katelinus                          | Rzym, Królestwo Ostrogotów            | 17 lipca 561 – 13 lipca 574   |
| 62. | Benedykt I            |           | Benedictus          | brak |                                    | Rzym, Królestwo Ostrogotów            | 2 czerwca 575 – 30 lipca 579  |
| 63. | Pelagiusz II          |           | Pelagius Secundus   | brak | Rzym, Królestwo Ostrogotów         | 26 listopada 579 – 7 lutego 590       |                               |
| 64. | Grzegorz I Wielki OSB |           | Gregorius Magnus    | brak | Rzym, Cesarstwo Bizantyńskie       | 3 września 590 – 12 marca 604         |                               |

#### VII wiek
| Lp. | Papież               | Wizerunek | Imię łacińskie          | Herb | Miejsce urodzenia                        | Pontyfikat                                |
| --- | -------------------- | --------- | ----------------------- | ---- | ---------------------------------------- | ----------------------------------------- |
| 65. | Sabinian             |           | Sabinianus              | brak | Volterra, Cesarstwo Bizantyńskie         | 13 września 604 – 22 lutego 606           |
| 66. | Bonifacy III         |           | Bonifacius Tertius      | brak | Rzym, Cesarstwo Bizantyńskie             | 19 lutego 607 – 12 listopada 607          |
| 67. | Bonifacy IV OSB      |           | Bonifacius Quartus      | brak | Marsi, Cesarstwo Bizantyńskie            | 26 sierpnia 608 – 8 maja 615              |
| 68. | Adeodat I            |           | Adeodatus lub Deusdedit | brak | Rzym, Cesarstwo Bizantyńskie             | 19 października 615 – 8 listopada 618     |
| 69. | Bonifacy V           |           | Bonifacius Quintus      | brak | Neapol, Cesarstwo Bizantyńskie           | 23 grudnia 619 – 25 października 625      |
| 70. | Honoriusz I          |           | Honorius                | brak | Kampania, Cesarstwo Bizantyńskie         | 27 października 625 – 12 października 638 |
| 71. | Seweryn              |           | Severinus               | brak | Rzym, Cesarstwo Bizantyńskie             | 28 maja 640 – 2 sierpnia 640              |
| 72. | Jan IV               |           | Ioannes Quartus         | brak | Zadar, Cesarstwo Bizantyńskie            | 24 grudnia 640 – 12 października 642      |
| 73. | Teodor I             |           | Theodorus               | brak | Jerozolima, Cesarstwo Bizantyńskie       | 24 listopada 642 – maj 649                |
| 74. | Marcin I             |           | Martinus                | brak | Todi, Cesarstwo Bizantyńskie             | lipiec 649 – 16 września 655              |
| 75. | Eugeniusz I          |           | Eugenius                | brak | Rzym, Cesarstwo Bizantyńskie             | 16 września 655 – 2 czerwca 657           |
| 76. | Witalian             |           | Vitalianus              | brak | Segni, Cesarstwo Bizantyńskie            | 30 czerwca 657 – 27 stycznia 672          |
| 77. | Adeodat II OSB       |           | Adeodatus Secundus      | brak | Rzym, Cesarstwo Bizantyńskie             | 11 kwietnia 672 – 17 czerwca 676          |
| 78. | Donus                |           | Donus                   | brak | Rzym, Cesarstwo Bizantyńskie             | 2 listopada 676 – 11 kwietnia 678         |
| 79. | Agaton               |           | Agatho                  | brak | Sycylia, Cesarstwo Bizantyńskie          | 27 czerwca 678 – 10 stycznia 681          |
| 80. | Leon II              |           | Leo Secundus            | brak | Sycylia, Cesarstwo Bizantyńskie          | 17 sierpnia 682 – 3 lipca 683             |
| 81. | Benedykt II          |           | Benedictus Secundus     | brak | Rzym, Cesarstwo Bizantyńskie             | 26 czerwca 684 – 8 maja 685               |
| 82. | Jan V                |           | Ioannes Quintus         | brak | Antiochia, Syria, Cesarstwo Bizantyńskie | 23 lipca 685 – 2 sierpnia 686             |
| 83. | Konon                |           | Conon                   | brak | Cesarstwo Bizantyńskie                   | 21 października 686 – 21 września 687     |
| –   | Antypapież Teodor    |           | Theodorus               | brak | Rzym, Cesarstwo Bizantyńskie             | 687                                       |
| –   | Antypapież Paschalis |           | Paschalis               | brak | Rzym, Cesarstwo Bizantyńskie             | 687                                       |
| 84. | Sergiusz I           |           | Sergius                 | brak | Palermo, Cesarstwo Bizantyńskie          | 15 grudnia 687 – 9 września 701           |

#### VIII wiek
| Lp. | Papież                   | Wizerunek | Imię łacińskie        | Herb | Miejsce urodzenia                            | Pontyfikat                              |
| --- | ------------------------ | --------- | --------------------- | ---- | -------------------------------------------- | --------------------------------------- |
| 85. | Jan VI                   |           | Ioannes Sextus        | brak | Cesarstwo Bizantyńskie                       | 30 października 701 – 11 stycznia 705   |
| 86. | Jan VII                  |           | Ioannes Septimus      | brak | Rossano, Cesarstwo Bizantyńskie (Włochy)     | 1 marca 705 – 18 października 707       |
| 87. | Syzyniusz                |           | Sisinnius             | brak | Kalifat prawowierny                          | 15 stycznia 708 – 4 lutego 708          |
| 88. | Konstantyn               |           | Constantinus          | brak | Kalifat Umajjadów                            | 25 marca 708 – 9 kwietnia 715           |
| 89. | Grzegorz II              |           | Gregorius Secundus    | brak | Rzym, Księstwo Rzymu, Cesarstwo Bizantyńskie | 19 maja 715 – 11 lutego 731             |
| 90. | Grzegorz III             |           | Gregorius Tertius     | brak | Kalifat Umajjadów                            | 18 marca 731 – 28 listopada 741         |
| 91. | Zachariasz               |           | Zacharias             | brak | Kalabria, Cesarstwo Bizantyńskie             | 10 grudnia 741 – 22 marca 752           |
| –   | Stefan (II)              |           | Stephanus Secundus    | brak | Rzym, Cesarstwo Bizantyńskie                 | 22 lub 23 marca 752–25 lub 26 marca 752 |
| 92. | Stefan II                |           | Stephanus Secundus    | brak | Rzym, Księstwo Rzymu, Cesarstwo Bizantyńskie | 26 marca 752 – 26 kwietnia 757          |
| 93. | Paweł I                  |           | Paulus                | brak | Rzym, Księstwo Rzymu, Cesarstwo Bizantyńskie | 29 maja 757 – 26 czerwca 767            |
| –   | Antypapież Konstantyn II |           | Constantinus Secundus | brak | Rzym, Księstwo Rzymu, Cesarstwo Bizantyńskie | 5 lipca 767 – 6 sierpnia 768            |
| –   | Antypapież Filip         |           | Philippus             | brak | Rzym, Księstwo Rzymu, Cesarstwo Bizantyńskie | 31 lipca 768                            |
| 94. | Stefan III               |           | Stephanus Tertius     | brak | Sycylia, Cesarstwo Bizantyńskie              | 1 lub 7 sierpnia 768 – 24 stycznia 772  |
| 95. | Hadrian I                |           | Hadrianus             | brak | Rzym, Księstwo Rzymu, Cesarstwo Bizantyńskie | 1 lub 9 lutego 772 – 25 grudnia 795     |
| 96. | Leon III                 |           | Leo Tertius           | brak | Rzym, Księstwo Rzymu, Cesarstwo Bizantyńskie | 26 lub 27 grudnia 795 – 12 czerwca 816  |

#### IX wiek
| Lp.  | Papież                  | Wizerunek | Imię łacińskie     | Herb | Miejsce urodzenia          | Pontyfikat                                        |
| ---- | ----------------------- | --------- | ------------------ | ---- | -------------------------- | ------------------------------------------------- |
| 97.  | Stefan IV               |           | Stephanus Quartus  | brak | Rzym, Państwo Kościelne    | 22 czerwca 816 – 24 stycznia 817                  |
| 98.  | Paschalis I             |           | Paschalis          | brak | Rzym, Państwo Kościelne    | 25 stycznia 817 – 11 lutego 824                   |
| 99.  | Eugeniusz II            |           | Eugenius Secundus  | brak | Rzym, Państwo Kościelne    | luty, marzec, kwiecień lub maj 824 – sierpień 827 |
| 100. | Walentyn                |           | Valentinus         | brak | Rzym, Państwo Kościelne    | sierpień 827 – wrzesień 827                       |
| 101. | Grzegorz IV             |           | Gregorius Quartus  | brak | Rzym, Państwo Kościelne    | 827 – styczeń 844                                 |
| –    | Antypapież Jan VIII     |           | Ioannes Octavus    | brak | Rzym, Państwo Kościelne    | styczeń 844                                       |
| 102. | Sergiusz II             |           | Sergius Secundus   | brak | Rzym, Państwo Kościelne    | styczeń 844 – 27 stycznia 847                     |
| 103. | Leon IV OSB             |           | Leo Quartus        | brak | Rzym, Państwo Kościelne    | 10 kwietnia 847 – 17 lipca 855                    |
| –    | Antypapież Anastazy III |           | Anastasius Tertius | brak | Rzym, Państwo Kościelne    | 17 lipca 855 – 29 września 855                    |
| 104. | Benedykt III            |           | Benedictus Tertius | brak | Rzym, Państwo Kościelne    | 29 września 855 – 17 kwietnia 858                 |
| 105. | Mikołaj I Wielki        |           | Nicolaus Magnus    | brak | Rzym, Państwo Kościelne    | 24 kwietnia 858 – 13 listopada 867                |
| 106. | Hadrian II              |           | Hadrianus Secundus | brak | Rzym, Państwo Kościelne    | 14 grudnia 867 – 14 grudnia 872                   |
| 107. | Jan VIII                |           | Ioannes Octavus    | brak | Rzym, Państwo Kościelne    | 14 grudnia 872 – 16 grudnia 882                   |
| 108. | Maryn I                 |           | Marinus            | brak | Gallese, Państwo Kościelne | 16 grudnia 882 – 15 maja 884                      |
| 109. | Hadrian III             |           | Hadrianus Tertius  | brak | Rzym, Państwo Kościelne    | 17 maja 884 – wrzesień 885                        |
| 110. | Stefan V                |           | Stephanus Quintus  | brak | Rzym, Państwo Kościelne    | wrzesień 885 – 14 września 891                    |
| 111. | Formozus                |           | Formosus           | brak | Ostia, Państwo Kościelne   | 6 października 891 – 4 kwietnia 896               |
| 112. | Bonifacy VI             |           | Bonifacius Sextus  | brak | Rzym, Państwo Kościelne    | kwiecień 896                                      |
| 113. | Stefan VI               |           | Stephanus Sextus   | brak | Rzym, Państwo Kościelne    | maj 896 – sierpień 897                            |
| 114. | Roman                   |           | Romanus            | brak | Gallese, Państwo Kościelne | sierpień 897 – listopad 897                       |
| 115. | Teodor II               |           | Theodorus Secundus | brak | Rzym, Państwo Kościelne    | grudzień 897                                      |
| 116. | Jan IX OSB              |           | Ioannes Nonus      | brak | Tivoli, Państwo Kościelne  | styczeń 898 – styczeń 900                         |
| 117. | Benedykt IV             |           | Benedictus Quartus | brak | Rzym, Państwo Kościelne    | styczeń lub luty 900 – lipiec 903                 |

#### X wiek
| Lp.  | Papież                                  | Wizerunek | Imię łacińskie          | Herb | Świeckie imię i nazwisko | Miejsce urodzenia                     | Pontyfikat                          |
| ---- | --------------------------------------- | --------- | ----------------------- | ---- | ------------------------ | ------------------------------------- | ----------------------------------- |
| 118. | Leon V                                  |           | Leo Quintus             | brak | Leone Britigena          | Ardea, Państwo Kościelne              | lipiec 903 – wrzesień 903           |
| –    | Antypapież Krzysztof                    |           | Christophorus           | brak | Christoforus             | Rzym, Państwo Kościelne               | październik 903 – styczeń 904       |
| 119. | Sergiusz III                            |           | Sergius Tertius         | brak | Sergio di Tuscolo        | Rzym, Państwo Kościelne               | 29 stycznia 904 – 14 kwietnia 911   |
| 120. | Anastazy III                            |           | Anastasius Tertius      | brak | Anastasio                | Rzym, Państwo Kościelne               | kwiecień 911 – czerwiec 913         |
| 121. | Lando                                   |           | Lando                   | brak | Lando                    | Sabina, Państwo Kościelne             | lipiec 913 – luty 914               |
| 122. | Jan X                                   |           | Ioannes Decimus         | brak | Giovanni                 | Borgo Tossignano, Królestwo Włoch     | marzec 914 – marzec 928             |
| 123. | Leon VI                                 |           | Leo Sextus              | brak | Leone                    | Rzym, Państwo Kościelne               | maj 928 – grudzień 928              |
| 124. | Stefan VII                              |           | Stephanus Septimus      | brak | Stefano                  | Rzym, Państwo Kościelne               | grudzień 928 – luty 931             |
| 125. | Jan XI                                  |           | Ioannes Undecimus       | brak | Aleksander               | Rzym, Państwo Kościelne               | luty lub marzec 931 – grudzień 935  |
| 126. | Leon VII OSB                            |           | Leo Septimus            | brak | Leone OSB                | Rzym, Państwo Kościelne               | 3 stycznia 936 – 13 lipca 939       |
| 127. | Stefan VIII                             |           | Stephanus Octavus       | brak | Stefano                  | Rzym, Państwo Kościelne               | 14 lipca 939 – październik 942      |
| 128. | Maryn II                                |           | Marinus Secundus        | brak | Marino                   | Rzym, Państwo Kościelne               | 30 października 942 – maj 946       |
| 129. | Agapit II                               |           | Agapetus Secundus       | brak | Agapito                  | Rzym, Państwo Kościelne               | 10 maja 946 – grudzień 955          |
| 130. | Jan XII                                 |           | Ioannes Duodecimus      | brak | Oktawian                 | Rzym, Państwo Kościelne               | 16 grudnia 955 – 14 maja 964        |
| 131. | Leon VIII                               |           | Leo Octavus             | brak | Leone                    | Rzym, Państwo Kościelne               | 4 lub 6 grudnia 963 – 1 marca 965   |
| 132. | Benedykt V                              |           | Benedictus Quintus      | brak | Benedetto                | Rzym, Państwo Kościelne               | 22 maja 964 – 4 lipca 965           |
| 133. | Jan XIII                                |           | Ioannes Tertius Decimus | brak | Giovanni dei Crescenzi   | Rzym, Państwo Kościelne               | 1 października 965 – 6 września 972 |
| 134. | Benedykt VI                             |           | Benedictus Sextus       | brak | Benedikt                 | Rzym, Państwo Kościelne               | 19 stycznia 973 – czerwiec 974      |
| –    | Antypapież Bonifacy VII Po raz pierwszy |           | Bonifacius Septimus     | brak | Franco                   | Rzym, Państwo Kościelne               | lipiec 974                          |
| 135. | Benedykt VII                            |           | Benedictus Septimus     | brak | Benedetto di Spoleto     | Rzym, Państwo Kościelne               | październik 974 – 10 lipca 983      |
| 136. | Jan XIV                                 |           | Ioannes Quartus Decimus | brak | Pietro Canepanova        | Pawia, Królestwo Włoch                | grudzień 983 – 20 sierpnia 984      |
| –    | Antypapież Bonifacy VII Po raz drugi    |           | Bonifacius Septimus     | brak | Franco                   | Rzym, Państwo Kościelne               | 20 sierpnia 984 – 20 lipca 985      |
| 137. | Jan XV                                  |           | Ioannes Quintus Decimus | brak | Giovanni di Gallina Alba | Rzym, Państwo Kościelne               | sierpień 985 – marzec 996           |
| 138. | Grzegorz V                              |           | Gregorius Quintus       | brak | Bruno z Karyntii         | Stainach, Księstwo Karyntii           | 3 maja 996 – 18 lutego 999          |
| –    | Antypapież Jan XVI                      |           | Ioannes Sextus Decimus  | brak | Jan Philagathus          | Rossano, Hrabstwo Kalabrii            | kwiecień 997–luty 998               |
| 139. | Sylwester II                            |           | Silvester Secundus      | brak | Gerbert z Aurillac OSB   | Owernia, Państwo zachodniofrankijskie | 2 kwietnia 999 – 12 maja 1003       |

### II tysiąclecie

#### XI wiek
| Lp.  | Papież                      | Wizerunek | Imię łacińskie           | Herb | Świeckie imię i nazwisko                           | Miejsce urodzenia                                      | Pontyfikat                             |
| ---- | --------------------------- | --------- | ------------------------ | ---- | -------------------------------------------------- | ------------------------------------------------------ | -------------------------------------- |
| 140. | Jan XVII                    |           | Ioannes Septimus Decimus | brak | Jan Sicco                                          | Rzym, Państwo Kościelne                                | czerwiec 1003 – listopad 1003          |
| 141. | Jan XVIII                   |           | Ioannes Duodevicesimus   | brak | Giovanni Fasano (Phasianus)                        | Rzym, Państwo Kościelne                                | styczeń 1004 – lipiec 1009             |
| 142. | Sergiusz IV                 |           | Sergius Quartus          | brak | Pietro di Luna                                     | Rzym, Państwo Kościelne                                | 31 lipca 1009 – 12 maja 1012           |
| 143. | Benedykt VIII               |           | Benedictus Octavus       | brak | Teofilatto di Tusculo                              | Tusculum, Państwo Kościelne                            | 18 maja 1012 – 9 kwietnia 1024         |
| –    | Antypapież Grzegorz VI      |           | Gregorius Sextus         | brak | Gregorio                                           | Rzym, Państwo Kościelne                                | 12 czerwca 1012 – 25 grudnia 1012      |
| 144. | Jan XIX                     |           | Ioannes Undevicesimus    | brak | Romanus                                            | Tusculum, Państwo Kościelne                            | 12 kwietnia / 12 maja 1024–1032        |
| 145. | Benedykt IX Po raz pierwszy |           | Benedictus Nonus         | brak | Teofilatto di Tusculo                              | Tusculum, Państwo Kościelne                            | październik 1032 – wrzesień 1044       |
| 146. | Sylwester III               |           | Silvester Tertius        | brak | Jan z Sabiny                                       | Rzym, Państwo Kościelne                                | 20 stycznia 1045 – 10 marca 1045       |
| 147. | Benedykt IX Po raz drugi    |           | Benedictus Nonus         | brak | Teofilatto di Tusculo                              | Tusculum, Państwo Kościelne                            | 10 kwietnia 1045 – 1 maja 1045         |
| 148. | Grzegorz VI                 |           | Gregorius Sextus         | brak | Jan Gratian                                        | Rzym, Państwo Kościelne                                | 5 maja 1045 – 20 grudnia 1046          |
| 149. | Klemens II                  |           | Clemens Secundus         | brak | Suidger                                            | Hornburg, Saksonia, Święte Cesarstwo Rzymskie          | 25 grudnia 1046 – 9 października 1047  |
| 150. | Benedykt IX Po raz trzeci   |           | Benedictus Nonus         | brak | Teofilatto di Tusculo                              | Tusculum, Państwo Kościelne                            | 8 listopada 1047 – 17 lipca 1048       |
| 151. | Damazy II                   |           | Damasus Secundus         | brak | Poppo                                              | Pildenau, Księstwo Bawarii, Święte Cesarstwo Rzymskie  | 17 lipca 1048 – 9 sierpnia 1048        |
| 152. | Leon IX                     |           | Leo Nonus                | brak | Bruno                                              | Eguisheim, Księstwo Szwabii, Święte Cesarstwo Rzymskie | 12 lutego 1049 – 19 kwietnia 1054      |
| 153. | Wiktor II                   |           | Victor Secundus          | brak | Gebhard                                            | Księstwo Szwabii, Święte Cesarstwo Rzymskie            | 13 kwietnia 1055 – 28 lipca 1057       |
| 154. | Stefan IX                   |           | Stephanus Nonus          | brak | Frederic de Lorraine OSB (dynastia Ardenne–Verdun) | Lotaryngia, Święte Cesarstwo Rzymskie                  | 3 sierpnia 1057 – 29 marca 1058        |
| –    | Antypapież Benedykt X       |           | Benedictus Decimus       | brak | Giovanni Mincius                                   | Rzym, Państwo Kościelne                                | 5 kwietnia 1058–24 stycznia 1059       |
| 155. | Mikołaj II                  |           | Nicolaus Secundus        | brak | Gérard z Burgundii                                 | Chevron, Królestwo Burgundii                           | 6 grudnia 1058 – 27 lipca 1061         |
| 156. | Aleksander II               |           | Alexander Secundus       | brak | Anzelm z Lukki                                     | Baggio, Święte Cesarstwo Rzymskie                      | 1 października 1061 – 21 kwietnia 1073 |
| –    | Antypapież Honoriusz II     |           | Honorius Secundus        | brak | Piotr Cadalus                                      | Rzym, Państwo Kościelne                                | 28 października 1061–1064/1072         |
| 157. | Grzegorz VII                |           | Gregorius Septimus       | brak | Hildebrand OSB                                     | Sovana, Święte Cesarstwo Rzymskie                      | 22 kwietnia 1073 – 25 maja 1085        |
| –    | Antypapież Klemens III      |           | Clemens Tertius          | brak | Wibert z Rawenny                                   | Parma, Święte Cesarstwo Rzymskie                       | 26 czerwca 1080 – 8 września 1100      |
| 158. | Wiktor III                  |           | Victor Tertius           | brak | Desiderio OSB                                      | Benewent, Księstwo Benewentu                           | 24 maja 1086 – 16 września 1087        |
| 159. | Urban II                    |           | Urbanus Secundus         | brak | Odon de Lagery OSB                                 | Châtillon-sur-Marne, Królestwo Franków Zachodnich      | 12 marca 1088 – 29 lipca 1099          |
| 160. | Paschalis II                |           | Paschalius Secundus      | brak | Rainerius OSB                                      | Bieda di Galeata, Święte Cesarstwo Rzymskie            | 13 sierpnia 1099 – 21 stycznia 1118    |
| –    | Antypapież Teodoryk         |           | Theodoricus              | brak | Theodoro                                           | Rzym, Państwo Kościelne                                | wrzesień 1100–styczeń 1101             |

#### XII wiek
| Lp.  | Papież                   | Wizerunek | Imię łacińskie       | Herb | Świeckie imię i nazwisko    | Miejsce urodzenia                            | Pontyfikat                               |
| ---- | ------------------------ | --------- | -------------------- | ---- | --------------------------- | -------------------------------------------- | ---------------------------------------- |
| –    | Antypapież Albert        |           | Albertus             | brak | Adalberto                   | Rzym, Państwo Kościelne                      | luty 1102 – marzec 1102                  |
| –    | Antypapież Sylwester IV  |           | Silvester Quartus    | brak | Maginulf                    | Rzym, Państwo Kościelne                      | 18 listopada 1105–12 kwietnia 1111       |
| 161. | Gelazjusz II             |           | Gelasius Secundus    | brak | Giovanni Coniulo OSB        | Gaeta, Księstwo Gaety                        | 24 stycznia 1118 – 29 stycznia 1119      |
| –    | Antypapież Grzegorz VIII |           | Gregorius Octavus    | brak | Maurice                     | Limousin, Królestwo Francji                  | 8 marca 1118–kwiecień 1121               |
| 162. | Kalikst II               |           | Callistus Secundus   | brak | Guy de Bourgogne            | Quingey, Hrabstwo Burgundii                  | 2 lutego 1119 – 13 grudnia 1124          |
| –    | Antypapież Celestyn II   |           | Coelestinus Secundus | brak | Teobaldo Bocapeccus         | Rzym, Państwo Kościelne                      | 16 grudnia 1124                          |
| 163. | Honoriusz II             |           | Honorius Secundus    | brak | Lamberto                    | Bolonia, Święte Cesarstwo Rzymskie           | 21 grudnia 1124 – 13 lutego 1130         |
| 164. | Innocenty II             |           | Innocentius Secundus | brak | Gregorio Papareschi         | Rzym, Państwo Kościelne                      | 14 lutego 1130 – 25 stycznia 1143        |
| –    | Antypapież Anaklet II    |           | Anacletus Secundus   | brak | Pietro Pierleoni OSB        | Rzym, Państwo Kościelne                      | 14 lutego 1130–25 stycznia 1138          |
| –    | Antypapież Wiktor IV     |           | Victor Quatrus       | brak | Gregorio de Ceccano         | Ceccano, Państwo Kościelne                   | marzec 1138 – 29 maja 1138               |
| 165. | Celestyn II              |           | Coelestinus Secundus | brak | Guido di Castello CanReg    | Città di Castello, Święte Cesarstwo Rzymskie | 26 września 1143 – 8 marca 1144          |
| 166. | Lucjusz II               |           | Lucius Secundus      | brak | Gerardo Caccianemici CanReg | Bolonia, Święte Cesarstwo Rzymskie           | 12 marca 1144 – 15 lutego 1145           |
| 167. | Eugeniusz III            |           | Eugenius Tertius     | brak | Bernardo da Pisa OCist      | Piza, Święte Cesarstwo Rzymskie              | 15 lutego 1145 – 8 lipca 1153            |
| 168. | Anastazy IV              |           | Anastasius Quartus   | brak | Corrado Demetri             | Rzym, Państwo Kościelne                      | 12 lipca 1153 – 3 grudnia 1154           |
| 169. | Hadrian IV               |           | Hadrianus Quartus    | brak | Nicholas Breakspear CanReg  | Abbots Langley, Królestwo Anglii             | 4 lub 5 grudnia 1154 – 1 września 1159   |
| 170. | Aleksander III           |           | Alexander Tertius    | brak | Rolando Bandinelli          | Siena, Święte Cesarstwo Rzymskie             | 7 września 1159 – 30 sierpnia 1181       |
| –    | Antypapież Wiktor IV     |           | Victor Quatrus       | brak | Ottaviano de Monticello     | Rzym, Państwo Kościelne                      | 7 września 1159–20 kwietnia 1164         |
| –    | Antypapież Paschalis III |           | Paschalius Tertius   | brak | Guido di Crema              | Crema, Święte Cesarstwo Rzymskie             | 22 kwietnia 1164–20 września 1168        |
| –    | Antypapież Kalikst III   |           | Callistus Tertius    | brak | Giovanni de Struma OSB      | Toskania, Święte Cesarstwo Rzymskie          | wrzesień 1168–29 sierpnia 1178           |
| –    | Antypapież Innocenty III |           | Innocentius Tertius  | brak | Lando de Sittino            | Lacjum, Państwo Kościelne                    | 29 września 1179–styczeń 1180            |
| 171. | Lucjusz III              |           | Lucius Tertius       | brak | Ubaldo de Lucca             | Lukka, Święte Cesarstwo Rzymskie             | 1 września 1181 – 25 września 1185       |
| 172. | Urban III                |           | Urbanus Tertius      | brak | Uberto Crivelli             | Mediolan, Święte Cesarstwo Rzymskie          | 25 listopada 1185 – 20 października 1187 |
| 173. | Grzegorz VIII            |           | Gregorius Octavus    | brak | Alberto di Morra OPraem     | Benewent, Państwo Kościelne                  | 21 października 1187 – 17 grudnia 1187   |
| 174. | Klemens III              |           | Clemens Tertius      | brak | Paulo Scolari               | Rzym, Państwo Kościelne                      | 19 grudnia 1187 – 20 marca (?) 1191      |
| 175. | Celestyn III             |           | Coelestinus Tertius  | brak | Giacinto Bobone (Orsini)    | Rzym, Państwo Kościelne                      | 21 marca (?) 1191 – 8 stycznia 1198      |
| 176. | Innocenty III            |           | Innocentius Tertius  |      | Lotario Conti di Segni      | Gavignano, Państwo Kościelne                 | 8 stycznia 1198 – 16 lipca 1216          |

#### XIII wiek
| Lp.  | Papież        | Wizerunek | Imię łacińskie           | Herb | Świeckie imię i nazwisko | Miejsce urodzenia                    | Pontyfikat                               |
| ---- | ------------- | --------- | ------------------------ | ---- | ------------------------ | ------------------------------------ | ---------------------------------------- |
| 177. | Honoriusz III |           | Honorius Tertius         |      | Cencio                   | Rzym, Państwo Kościelne              | 18 lipca 1216 – 18 marca 1227            |
| 178. | Grzegorz IX   |           | Gregorius Nonus          |      | Ugolino Conti di Segni   | Anagni, Państwo Kościelne            | 19 marca 1227 – 22 sierpnia 1241         |
| 179. | Celestyn IV   |           | Coelestinus Quartus      |      | Goffredo Castiglioni     | Mediolan, Święte Cesarstwo Rzymskie  | 22 października 1241 – 10 listopada 1241 |
| 180. | Innocenty IV  |           | Innocentius Quartus      |      | Sinibaldo Fieschi        | Genua, Republika Genui               | 25 czerwca 1243 – 7 grudnia 1254         |
| 181. | Aleksander IV |           | Alexander Quartus        |      | Rinaldo Conti di Segni   | Jenne, Państwo Kościelne             | 12 grudnia 1254 – 25 maja 1261           |
| 182. | Urban IV      |           | Urbanus Quartus          |      | Jacques Pantalón         | Troyes, Królestwo Francji            | 29 sierpnia 1261 – 2 października 1264   |
| 183. | Klemens IV    |           | Clemens Quartus          |      | Gui Foucault             | Saint-Gilles, Królestwo Francji      | 5 lutego 1265 – 29 listopada 1268        |
| 184. | Grzegorz X    |           | Gregorius Decimus        |      | Tedaldo Visconti         | Piacenza, Święte Cesarstwo Rzymskie  | 1 września 1271 – 10 stycznia 1276       |
| 185. | Innocenty V   |           | Innocentius Quintus      |      | Pierre de Tarentaise OP  | Hrabstwo Sabaudii                    | 21 stycznia 1276 – 22 czerwca 1276       |
| 186. | Hadrian V     |           | Hadrianus Quintus        |      | Ottobono Fieschi         | Genua, Republika Genui               | 11 lipca 1276 – 18 sierpnia 1276         |
| 187. | Jan XXI       |           | Ioannes Vicesimus Primus |      | Pedro Juliao             | Lizbona, Królestwo Portugalii        | 8 września 1276 – 20 maja 1277           |
| 188. | Mikołaj III   |           | Nicolaus Tertius         |      | Giovanni Gaetano Orsini  | Rzym, Państwo Kościelne              | 25 października 1277 – 22 sierpnia 1280  |
| 189. | Marcin IV     |           | Martinus Quartus         |      | Simon de Brion           | Brie-Comte-Robert, Królestwo Francji | 22 lutego 1281 – 28 marca 1285           |
| 190. | Honoriusz IV  |           | Honorius Quartus         |      | Giacomo Savelli          | Rzym, Państwo Kościelne              | 2 kwietnia 1285 – 3 kwietnia 1287        |
| 191. | Mikołaj IV    |           | Nicolaus Quartus         |      | Girolamo Masci OFM       | Ascoli Piceno, Państwo Kościelne     | 22 lutego 1288 – 4 kwietnia 1292         |
| 192. | Celestyn V    |           | Coelestinus Quintus      |      | Pietro del Morrone OSB   | Moline, Królestwo Sycylii            | 5 lipca 1294 – 13 grudnia 1294           |
| 193. | Bonifacy VIII |           | Bonifacius Octavus       |      | Benedetto Caetani        | Anagni, Państwo Kościelne            | 24 grudnia 1294 – 11 października 1303   |

#### XIV wiek
| Lp.  | Papież                   | Wizerunek | Imię łacińskie             | Herb | Świeckie imię i nazwisko  | Miejsce urodzenia                            | Pontyfikat                             |
| ---- | ------------------------ | --------- | -------------------------- | ---- | ------------------------- | -------------------------------------------- | -------------------------------------- |
| 194. | Benedykt XI              |           | Benedictus Undecimus       |      | Niccolò Boccasini OP      | Treviso, Święte Cesarstwo Rzymskie           | 22 października 1303 – 7 lipca 1304    |
| 195. | Klemens V                |           | Clemens Quintus            |      | Bertrand de Got           | Villandraut, Królestwo Francji               | 5 czerwca 1305 – 20 kwietnia 1314      |
| 196. | Jan XXII                 |           | Ioannes Vicesimus Secundus |      | Jacques d’Euse            | Cahors, Królestwo Francji                    | 7 sierpnia 1316 – 4 grudnia 1334       |
| –    | Antypapież Mikołaj V     |           | Nicolaus Quintus           | brak | Pietro Rainalducci OFM    | Borgorose, Państwo Kościelne                 | 12 maja 1328–25 sierpnia 1330          |
| 197. | Benedykt XII             |           | Benedictus Duodecimus      |      | Jacques Fournier OCist    | Saverdun, Królestwo Francji                  | 20 grudnia 1334 – 25 kwietnia 1342     |
| 198. | Klemens VI               |           | Clemens Sextus             |      | Pierre Roger OSB          | Maumont, Królestwo Francji                   | 7 maja 1342 – 6 grudnia 1352           |
| 199. | Innocenty VI             |           | Innocentius Sextus         |      | Étienne Aubert            | Beyssac, Królestwo Francji                   | 18 grudnia 1352 – 12 września 1362     |
| 200. | Urban V                  |           | Urbanus Quintus            |      | Guillaume de Grimoard OSB | Le Pont-de-Montvert, Królestwo Francji       | 28 września 1362 – 19 grudnia 1370     |
| 201. | Grzegorz XI              |           | Gregorius Undecimus        |      | Pierre Roger de Beaufort  | Maumont niedaleko Limoges, Królestwo Francji | 30 grudnia 1370 – 27 marca 1378        |
| 202. | Urban VI                 |           | Urbanus Sextus             |      | Bartolomeo Prignano       | Neapol, Królestwo Neapolu                    | 8 kwietnia 1378 – 15 października 1389 |
| –    | Antypapież Klemens VII   |           | Clemens Septimus           |      | Robert z Genewy           | Genewa, Święte Cesarstwo Rzymskie            | 20 września 1378 – 16 września 1394    |
| 203. | Bonifacy IX              |           | Bonifacius Nonus           |      | Pietro Tomacelli          | Neapol, Królestwo Neapolu                    | 2 listopada 1389 – 1 października 1404 |
| –    | Antypapież Benedykt XIII |           | Benedictus Tertius Decimus |      | Pedro de Luna             | Illueca, Królestwo Aragonii                  | 28 września 1394 – 26 lipca 1417       |

#### XV wiek
| Lp.  | Papież                  | Wizerunek | Imię łacińskie            | Herb | Świeckie imię i nazwisko       | Miejsce urodzenia             | Pontyfikat                              |
| ---- | ----------------------- | --------- | ------------------------- | ---- | ------------------------------ | ----------------------------- | --------------------------------------- |
| 204. | Innocenty VII           |           | Innocentius Septimus      |      | Cosimo Gentile de’Migliorati   | Sulmona, Królestwo Neapolu    | 17 października 1404 – 6 listopada 1406 |
| 205. | Grzegorz XII            |           | Gregorius Duodecimus      |      | Angelo Correr                  | Wenecja, Republika Wenecka    | 30 listopada 1406 – 4 lipca 1415        |
| –    | Antypapież Aleksander V |           | Alexander Quintus         |      | Pietro Philarges di Candia OFM | Heraklion, Republika Wenecka  | 26 czerwca 1409 – 3 maja 1410           |
| –    | Antypapież Jan XXIII    |           | Ioannes Vicesimus Tertius |      | Baldassare Cossa               | Neapol, Królestwo Neapolu     | 17 maja 1410 – 29 maja 1415             |
| 206. | Marcin V                |           | Martinus Quintus          |      | Oddo Colonna                   | Genazzano, Państwo Kościelne  | 11 listopada 1417 – 20 lutego 1431      |
| 207. | Eugeniusz IV            |           | Eugenius Quartus          |      | Gabriele Condulmer CanReg      | Wenecja, Republika Wenecka    | 3 marca 1431 – 23 lutego 1447           |
| –    | Antypapież Feliks V     |           | Felix Quintus             |      | Amadeusz VIII                  | Chambéry, Księstwo Sabaudii   | 5 listopada 1439–7 kwietnia 1449        |
| 208. | Mikołaj V               |           | Nicolaus Quintus          |      | Tommaso Parentucelli           | Sarzana, Republika Genui      | 6 marca 1447 – 24 marca 1455            |
| 209. | Kalikst III             |           | Callistus Tertius         |      | Alfonso de Borja               | Xàtiva, Królestwo Aragonii    | 8 kwietnia 1455 – 6 sierpnia 1458       |
| 210. | Pius II                 |           | Pius Secundus             |      | Enea Silvo Piccolomini         | Corsignano, Republika Sieny   | 19 sierpnia 1458 – 15 sierpnia 1464     |
| 211. | Paweł II                |           | Paulus Secundus           |      | Pietro Barbo                   | Wenecja, Republika Wenecka    | 30 sierpnia 1464 – 26 lipca 1471        |
| 212. | Sykstus IV              |           | Xystus Quartus            |      | Francesco della Rovere OFM     | Celle Ligure, Republika Genui | 9 sierpnia 1471 – 12 sierpnia 1484      |
| 213. | Innocenty VIII          |           | Innocentius Octavus       |      | Giovanni Battista Cibo         | Genua, Republika Genui        | 29 sierpnia 1484 – 25 lipca 1492        |
| 214. | Aleksander VI           |           | Alexander Sextus          |      | Rodrigo de Lanzòl-Borgia       | Xàtiva, Królestwo Aragonii    | 11 sierpnia 1492 – 18 sierpnia 1503     |

#### XVI wiek
| Lp.  | Papież        | Wizerunek | Imię łacińskie            | Herb | Świeckie imię i nazwisko         | Miejsce urodzenia                   | Pontyfikat                               |
| ---- | ------------- | --------- | ------------------------- | ---- | -------------------------------- | ----------------------------------- | ---------------------------------------- |
| 215. | Pius III      |           | Pius Tertius              |      | Francesco Todeschini Piccolomini | Siena, Republika Sieny              | 22 września 1503 – 18 października 1503  |
| 216. | Juliusz II    |           | Iulius Secundus           |      | Giuliano della Rovere            | Abisoli, Republika Genui            | 1 listopada 1503 – 21 lutego 1513        |
| 217. | Leon X        |           | Leo Decimus               |      | Giovanni di Lorenzo de’ Medici   | Florencja, Republika Florencji      | 11 marca 1513 – 1 grudnia 1521           |
| 218. | Hadrian VI    |           | Hadrianus Sextus          |      | Adriaan Floriszoon Boeyens       | Utrecht, Święte Cesarstwo Rzymskie  | 9 stycznia 1522 – 14 września 1523       |
| 219. | Klemens VII   |           | Clemens Septimus          |      | Giulio di Giuliano de’ Medici    | Florencja, Republika Florencji      | 19 listopada 1523 – 25 września 1534     |
| 220. | Paweł III     |           | Paulus Tertius            |      | Alessandro Farnese               | Canino, Państwo Kościelne           | 13 października 1534 – 10 listopada 1549 |
| 221. | Juliusz III   |           | Iulius Tertius            |      | Giovanni Maria Ciocchi del Monte | Rzym, Państwo Kościelne             | 7 lutego 1550 – 23 marca 1555            |
| 222. | Marceli II    |           | Marcellus Secundus        |      | Marcello Cervini                 | Montefano, Państwo Kościelne        | 9 kwietnia 1555 – 1 maja 1555            |
| 223. | Paweł IV      |           | Paulus Quartus            |      | Gian Pietro Carafa CRT           | Capriglia Irpina, Królestwo Neapolu | 23 maja 1555 – 18 sierpnia 1559          |
| 224. | Pius IV       |           | Pius Quartus              |      | Giovanni Angelo Medici           | Mediolan, Księstwo Mediolanu        | 25 grudnia 1559 – 9 grudnia 1565         |
| 225. | Pius V        |           | Pius Quintus              |      | Michele Ghislieri OP             | Bosco Marengo, Księstwo Mediolanu   | 7 stycznia 1566 – 1 maja 1572            |
| 226. | Grzegorz XIII |           | Gregorius Tertius Decimus |      | Ugo Boncompagni                  | Bolonia, Państwo Kościelne          | 13 maja 1572 – 10 kwietnia 1585          |
| 227. | Sykstus V     |           | Xystus Quintus            |      | Felice Peretti OFMConv           | Grottammare, Państwo Kościelne      | 24 kwietnia 1585 – 27 sierpnia 1590      |
| 228. | Urban VII     |           | Urbanus Septimus          |      | Giovanni Battista Castagna       | Rzym, Państwo Kościelne             | 15 września 1590 – 27 września 1590      |
| 229. | Grzegorz XIV  |           | Gregorius Quartus Decimus |      | Niccolò Sfondrati                | Cremona, Księstwo Mediolanu         | 5 grudnia 1590 – 16 października 1591    |
| 230. | Innocenty IX  |           | Innocentius Nonus         |      | Giovanni Antonio Facchinetti     | Bolonia, Państwo Kościelne          | 29 października 1591 – 30 grudnia 1591   |
| 231. | Klemens VIII  |           | Clemens Octavus           |      | Ippolito Aldobrandini            | Fano, Państwo Kościelne             | 30 stycznia 1592 – 5 marca 1605          |

#### XVII wiek
| Lp.  | Papież          | Wizerunek | Imię łacińskie            | Herb | Świeckie imię i nazwisko       | Miejsce urodzenia                    | Pontyfikat                          |
| ---- | --------------- | --------- | ------------------------- | ---- | ------------------------------ | ------------------------------------ | ----------------------------------- |
| 232. | Leon XI         |           | Leo Undecimus             |      | Alessandro Ottaviano de Medici | Florencja, Księstwo Florencji        | 1 kwietnia 1605 – 27 kwietnia 1605  |
| 233. | Paweł V         |           | Paulus Quintus            |      | Camillo Borghese               | Rzym, Państwo Kościelne              | 16 maja 1605 – 28 stycznia 1621     |
| 234. | Grzegorz XV     |           | Gregorius Quintus Decimus |      | Alessandro Ludovici            | Bolonia, Państwo Kościelne           | 9 lutego 1621 – 8 lipca 1623        |
| 235. | Urban VIII      |           | Urbanus Octavus           |      | Mafeo Barberini                | Florencja, Wielkie Księstwo Toskanii | 6 sierpnia 1623 – 29 lipca 1644     |
| 236. | Innocenty X     |           | Innocentius Decimus       |      | Giovanni Battista Pamphili     | Rzym, Państwo Kościelne              | 15 września 1644 – 7 stycznia 1655  |
| 237. | Aleksander VII  |           | Alexander Septimus        |      | Fabio Chigi                    | Siena, Wielkie Księstwo Toskanii     | 7 kwietnia 1655 – 22 maja 1667      |
| 238. | Klemens IX      |           | Clemens Nonus             |      | Giulio Rospigliosi             | Pistoia, Wielkie Księstwo Toskanii   | 20 czerwca 1667 – 9 grudnia 1669    |
| 239. | Klemens X       |           | Clemens Decimus           |      | Emilio Altieri                 | Rzym, Państwo Kościelne              | 29 kwietnia 1670 – 22 lipca 1676    |
| 240. | Innocenty XI    |           | Innocentius Undecimus     |      | Benedetto Odescalchi           | Como, Księstwo Mediolanu             | 21 września 1676 – 12 sierpnia 1689 |
| 241. | Aleksander VIII |           | Alexander Octavus         |      | Pietro Vito Ottoboni           | Padwa, Republika Wenecka             | 6 października 1689 – 1 lutego 1691 |
| 242. | Innocenty XII   |           | Innocentius Duodecimus    |      | Antonio Pignatelli             | Spinazzola, Królestwo Neapolu        | 12 lipca 1691 – 27 września 1700    |
| 243. | Klemens XI      |           | Clemens Undecimus         |      | Giovanni Francesco Albani      | Urbino, Państwo Kościelne            | 23 listopada 1700 – 19 marca 1721   |

#### XVIII wiek
| Lp.  | Papież         | Wizerunek | Imię łacińskie              | Herb | Świeckie imię i nazwisko    | Miejsce urodzenia                            | Pontyfikat                        |
| ---- | -------------- | --------- | --------------------------- | ---- | --------------------------- | -------------------------------------------- | --------------------------------- |
| 244. | Innocenty XIII |           | Innocentius Tertius Decimus |      | Michelangelo dei Conti      | Poli, Państwo Kościelne                      | 8 maja 1721 – 7 marca 1724        |
| 245. | Benedykt XIII  |           | Benedictus Tertius Decimus  |      | Vincenzo Maria Orsini OP    | Gravina in Puglia, Królestwo Neapolu         | 29 maja 1724 – 21 lutego 1730     |
| 246. | Klemens XII    |           | Clemens Duodecimus          |      | Lorenzo Corsini             | Florencja, Wielkie Księstwo Toskanii         | 12 lipca 1730 – 6 lutego 1740     |
| 247. | Benedykt XIV   |           | Benedictus Quartus Decimus  |      | Prospero Lorenzo Lambertini | Bolonia, Państwo Kościelne                   | 17 sierpnia 1740 – 3 maja 1758    |
| 248. | Klemens XIII   |           | Clemens Tertius Decimus     |      | Carlo della Torre Rezzonico | Wenecja, Republika Wenecka                   | 6 lipca 1758 – 2 lutego 1769      |
| 249. | Klemens XIV    |           | Clemens Quartus Decimus     |      | Lorenzo Ganganelli OFMConv  | Sant’Arcangelo di Romagna, Państwo Kościelne | 19 maja 1769 – 22 września 1774   |
| 250. | Pius VI        |           | Pius Sextus                 |      | Giovanni Angelo Brachi      | Cesena, Państwo Kościelne                    | 15 lutego 1775 – 29 sierpnia 1799 |
| 251. | Pius VII       |           | Pius Septimus               |      | Barnaba Chiaramonti OSB     | Cesena, Państwo Kościelne                    | 14 marca 1800 – 20 sierpnia 1823  |

#### XIX wiek
| Lp.  | Papież       | Wizerunek | Imię łacińskie           | Herb | Świeckie imię i nazwisko                 | Miejsce urodzenia                      | Pontyfikat                        |
| ---- | ------------ | --------- | ------------------------ | ---- | ---------------------------------------- | -------------------------------------- | --------------------------------- |
| 252. | Leon XII     |           | Leo Duodecimus           |      | Annibale Sermattei della Genga           | Fabriano, Państwo Kościelne            | 28 września 1823 – 10 lutego 1829 |
| 253. | Pius VIII    |           | Pius Octavus             |      | Francesco Severio Castiglione            | Cingoli, Państwo Kościelne             | 31 marca 1829 – 30 listopada 1830 |
| 254. | Grzegorz XVI |           | Gregorius Sextus Decimus |      | Bartolomeo Albert Cappellari EC          | Belluno, Republika Wenecka             | 2 lutego 1831 – 1 czerwca 1846    |
| 255. | Pius IX      |           | Pius Nonus               |      | Giovanni Maria Mastai-Ferretti           | Senigallia, Republika Wenecka          | 16 czerwca 1846 – 7 lutego 1878   |
| 256. | Leon XIII    |           | Leo Tertius Decimus      |      | Gioacchino Vincenzo Raffaele Luigi Pecci | Carpineto Romano, Cesarstwo Francuskie | 20 lutego 1878 – 20 lipca 1903    |

#### XX wiek
| Od 7 czerwca 1929 na mocy traktatów laterańskich każdy papież jest głową Państwa Watykańskiego i przysługuje mu tytuł – Suweren Państwa Watykańskiego (Suverenus Civitatis Vaticanae). |

| Lp.       | Papież Suweren Państwa Watykańskiego | Wizerunek | Imię łacińskie             | Herb | Świeckie imię i nazwisko                       | Miejsce urodzenia         | Pontyfikat                                                          |
| --------- | ------------------------------------ | --------- | -------------------------- | ---- | ---------------------------------------------- | ------------------------- | ------------------------------------------------------------------- |
| 257.      | Pius X                               |           | Pius Decimus               |      | Giuseppe Melchiorre Sarto                      | Riese, Cesarstwo Austrii  | 4 sierpnia 1903 – 20 sierpnia 1914                                  |
| 258.      | Benedykt XV                          |           | Benedictus Quintus Decimus |      | Giacomo della Chiesa                           | Genua, Królestwo Sardynii | 3 września 1914 – 22 stycznia 1922                                  |
| 259. / 1. | Pius XI                              |           | Pius Undecimus             |      | Achille Ambrogio Damiano Ratti                 | Desio, Cesarstwo Austrii  | 6 lutego 1922 – 10 lutego 1939 (od 7 czerwca 1929 pierwszy suweren) |
| 260. / 2. | Pius XII                             |           | Pius Duodecimus            |      | Eugenio Maria Giuseppe Giovanni Pacelli        | Rzym, Włochy              | 2 marca 1939 – 9 października 1958                                  |
| 261. / 3. | Jan XXIII                            |           | Ioannes Vicesimus Tertius  |      | Angelo Giuseppe Roncalli OFS                   | Sotto il Monte, Włochy    | 28 października 1958 – 3 czerwca 1963                               |
| 262. / 4. | Paweł VI                             |           | Paulus Sextus              |      | Giovanni Battista Enrico Antonio Maria Montini | Concesio, Włochy          | 21 czerwca 1963 – 6 sierpnia 1978                                   |
| 263. / 5. | Jan Paweł I                          |           | Ioannes Paulus Primus      |      | Albino Luciani                                 | Canale d’Agordo, Włochy   | 26 sierpnia 1978 – 28 września 1978                                 |
| 264. / 6. | Jan Paweł II                         |           | Ioannes Paulus Secundus    |      | Karol Józef Wojtyła                            | Wadowice, Polska          | 16 października 1978 – 2 kwietnia 2005                              |

### III tysiąclecie

#### XXI wiek
| Lp.       | Papież Suweren Państwa Watykańskiego | Wizerunek | Imię łacińskie            | Herb | Świeckie imię i nazwisko   | Miejsce urodzenia          | Pontyfikat                        |
| --------- | ------------------------------------ | --------- | ------------------------- | ---- | -------------------------- | -------------------------- | --------------------------------- |
| 265. / 7. | Benedykt XVI                         |           | Benedictus Sextus Decimus |      | Joseph Alois Ratzinger     | Marktl, Bawaria, Niemcy    | 19 kwietnia 2005 – 28 lutego 2013 |
| 266. / 8. | Franciszek                           |           | Franciscus                |      | Jorge Mario Bergoglio SJ   | Buenos Aires, Argentyna    | 13 marca 2013 – 21 kwietnia 2025  |
| 267. / 9. | Leon XIV                             |           | Leo Quartus Decimus       |      | Robert Francis Prevost OSA | Chicago, Stany Zjednoczone | od 8 maja 2025                    |

## Statystyki i ciekawostki
- Jan II był pierwszym papieżem, który po wyborze zmienił swoje świeckie imię[2].
- W średniowiecznych spisach występował papież o imieniu Donus II, którego pontyfikat miał mieć miejsce w roku 972. Uważa się powszechnie, że w rzeczywistości nigdy nie istniał. Zapisy te były skutkiem błędu wynikającego z mylnego odczytania łacińskiego słowa dominus (pan), którym został określony papież Benedykt VII[3].
- Marcin IV (ur. jako Simon de Brie lub de Brion) był w rzeczywistości drugim papieżem o imieniu Marcin. Z powodu błędnej pisowni imienia Maryn (Martinus zamiast Marinus) w trzynastowiecznych spisach papieży (Maryna I i Maryna II omyłkowo uważano za Marcina II i Marcina III), przyjął on imię Marcin IV[4].
- Przez 455 lat (od 1523 do 1978) w Watykanie na tronie papieskim zasiadali wyłącznie Włosi (ostatnim był Jan Paweł I). Zwyczaj ten przerwał dopiero wybór Polaka Karola Wojtyły (Jan Paweł II)[5]. Przed Janem Pawłem II ostatnim papieżem, który nie był Włochem, był Holender Hadrian VI.
- Imię Jan było najczęściej przybieranym imieniem przez papieży – dwadzieścia jeden razy (mimo błędnej numeracji), nie licząc antypapieży oraz dwóch papieży Janów Pawłów.
- Pontyfikat papieża Piusa IX był najdłuższy – trwał 31 lat, 7 miesięcy i 21 dni. Tradycja i część hietografii przyjmuje, że najdłuższy był pontyfikat św. Piotra, który wedle jednych wersji miał trwać 34, a wedle niektórych 37 lat (30-67). Jednak daty dotyczące pierwszych papieży są trudne do zweryfikowania.
- Pontyfikat papieża Stefana II byłby najkrótszy, jeśli przyjąć, że Stefan był pełnoprawnym papieżem – trwał 4 dni[6]. Najkrótszy w pełni uznany pontyfikat należał do Urbana VII i trwał 12 dni.
- Najmłodszym papieżem był Jan XII (955-964), który w chwili wyboru miał 18 lat[7].
- Przez sedewakantystów ostatni papieże są uznawani za antypapieży. Według większości z nich ostatnim prawowitym papieżem był Pius XII lub Jan XXIII, ale istnieją również nurty sedewakantyzmu uznające za ostatniego papieża Piusa XI, a nawet Piusa IX[8].
- Przez 1272 lata (od 741 do 2013) papieżami byli wyłącznie Europejczycy (ostatnim był Benedykt XVI). Tradycję tę przerwał wybór Argentyńczyka Franciszka. Przed Franciszkiem ostatnim papieżem nie-Europejczykiem był Syryjczyk Grzegorz III[9].
- W 2013 wraz z wyborem Franciszka na papieża została przerwana trwająca od 913 roku (przez 1100 lat) tradycja, zgodnie z którą papieże przybierali imiona noszone przez poprzedników[10].